# Мар-Самуил
Мар-Самуил (Самуил из Негардеи; Samuel of Nehardea; Шмуэль Ярхинаа га-Коген; ивр. שמואל ירחינאה‎; прозвища: Ариох; אריוך; Шокед; שוקד; Сапор Малка; שבור מלכא; ок. 165—257 годов) — вавилонский амора первого поколения; законоучитель, судья, врач и астроном. Основатель Сурской школы, одной из вавилонских талмудических академий.

## Биография
Сын Аббы бар-Абба, торговца шёлком в Негардее. Ещё мальчиком Мар-Шмуэль обнаружил редкие способности.
Образование поначалу получил дома — от отца; затем в школе в Низибисе у законоучителя, который пророчествовал о рождении мальчика.
Вернувшись в Негардею, учился под руководством законоучителя (аморая) Леви бен-Сиси, оказавшего глубокое влияние на Самуила. Он быстро достиг таких знаний, что в скором времени сравнялся с учителем. Кроме Танаха и устного учения, которые в то время составляли обычные предметы преподавания в школах, Самуил изучал также и другие науки.
Сопровождал отца во время путешествия в Палестину и приобрёл там огромные знания, изучив всю Мишну в редакции р. Иуды I и другие сборники традиционного учения. Оставил Святую землю, вероятно вместе с отцом, и вернулся в родной город. Имел учеников и прославился преимущественно как законовед гражданского права.
После смерти раби Шилы, ректора Негардейской академии, Мар-Шмуэль был назначен на эту должность, после того как Абба Арика отказался от неё.
Для негардейской академии наступил период расцвета, и вместе с сурской академией, основанной Аббой Арикой, она приобрела всеобщую славу, которая способствовала независимости Вавилонии от Палестины в культурном отношении: с тех пор Вавилон стали считать второй Святой землёй.
Основная деятельность Шмуэля связана с Вавилонией, где он жил, преподавал и возглавлял авторитетный бейт-дин (раввинский суд). Бывал ли мудрец в Эрец-Исраэль (Израиле), доподлинно неизвестно, но есть версия, что он некоторое время учился у Иехуды Ха-Насси. Некоторые источники указывают на другого наставника — раввина Ханина бен Хама. Косвенно на это указывает их общий символ — пальмовая ветвь. Шмуэль хорошо знал астрономию и медицину своего времени, занимался составлением календарей и лечением болезней. Это отразилось в прозвище — современники и потомки называли его звездочётом.

### Решение трудных религиозно-правовых вопросов
К Мар-Самуилу обращались за разрешением всех трудных религиозно-правовых вопросов. Он говорил: «Человек не должен исключить себя из общества», a должен видеть своё счастье в благополучии общества. Заботился о сиротах, ставил всякому суду в задачу быть попечителями сирот; разъяснил, что долг сиротам не может быть отпущен в субботний год, при том что просбол ещё не был написан. Издал постановление, что торговец не должен иметь пользы больше, чем 1/6 стоимости продаваемой вещи.

### Медицинские познания
Мар-Самуил обладал медицинскими познаниями; это видно из его изречений и диетических правил, сохранившихся в Талмуде. Он боролся со взглядом, принятым и среди интеллигентных классов, будто болезни человека обязаны своим происхождением влиянию дурного глаза, и разъяснил, что этиологию (причины) болезней следует искать во вредном влиянии воздуха или других космических условий на человеческий организм. Желудочно-кишечное расстройство он приписывал перемене в обычной обстановке жизни; а недостаточно обсушенное лицо предрасполагает к экземе. Он знал способы лечения большинства болезней, особенно был специалистом в области глазной терапии: изобрёл особую мазь для лечения глаз, которая носила его имя (קילורין רמר שמואל [κολλύριον]), хотя он сам утверждал, что мытьё глаз холодной водой утром и умывание рук и ног горячей водою вечером лучше всяких мазей. Самуил открыл также несколько болезней y животных. Иногда вместо своей подписи Мар-Самуил изображал пальмовую ветку; возможно, это была профессиональная эмблема врачей.

### Математик и астроном
Мар-Самуил умел решать трудные математические проблемы и объяснять некоторые явления. Он сам свидетельствует: «Хотя мне знакомы пути звезд на небе, как пути родного города Негардеи, я, однако, не в состоянии определить натуру и движения комет».
Он посвятил себя главным образом той отрасли практической астрономии, которая имела отношение к календароведению, составлявшему важный предмет (определения рош-ходеш, новолетия и др.) изучения в талмудических школах. Его астрономические познания относительно движений Луны давали ему возможность определять начало месяца (др.-евр.: «ראש חדש»; рош-ходеш), как это было установлено в Палестине, и, по его словам, он мог бы избавить Вавилонию от необходимости праздновать вторые дни праздников. Мар-Самуил составил календарь на шестьдесят лет и послал его р. Иоханану в Палестину.
Мар-Самуил назывался «Ярхинаа» (ивр. — ירחינאה; от ירח = месяц) благодаря его познаниям в календарной науке и умению самостоятельно определять начало месяца. Согласно Крохмалю (трактат החלוץ, I, 76), другое прозвище Мар-Самуила, «Schoked» (שוקר), также означало «астроном», но более приемлемо мнение Гофмана, что «Schoked» (в вавилонском Талмуде Кет., 43б, «Schakud») означает «прилежный, усердный».

### Галахист
Как галахист Мар-Самуил следовал примеру своего учителя Леви бен-Сиси; составленный им сборник барайт, известный в Талмуде под именем «תנא דבי שמואל», отмечен как точный и заслуживающий доверия.
Мар-Самуил часто даёт объяснения Мишны, но известен он главным образом своими новыми положениями и независимым разрешением вопросов в области ритуального и гражданского права.
Из новых положений Мар-Самуил ЕЭБЕ упоминает его правило, что законы страны, где евреи живут, имеют для них обязательную силу (דינא דמלכותא דינא; Б.-Кам., 113б). Это правило, приобретшее силу закона с галахической точки зрения, налагало религиозную обязанность на каждого еврея подчиняться законам страны. Так, хотя евреи в Персии имели свой автономный гражданский суд, Мар-Самуил, однако, нашёл, что должен быть принят во внимание и персидский закон и что различные еврейские установления должны быть изменены согласно этому закону.
Шмуэль постановил, что бремя доказывания лежит на истце. Несмотря на значительные разногласия с Равом, который из-за них основал собственную иешиву, сохранил с ним отношения, основанные на глубоком взаимном уважении и признании заслуг и познаний. Шмуэль был противником аскетизма и призывал верующих наслаждаться жизнью. Сам он владел землями и рабами, но при этом много помогал бедным и стремился ограничивать алчность торговцев, запрещая наживаться на религиозных нуждах евреев и порицая слишком большие наценки на товар. Раввинский суд Шмуэля мог приговаривать евреев даже к тюремному заключению и телесным наказаниям, также практиковался прозбол — документ, позволяющий взимать долги после седьмого года.

### При персидском дворе
Благодаря лояльности Мар-Самуила в отношении правительства и дружбе с персидским царем Шапуром I Мар-Самуила прозвали «Schabur Malka» (שבור מלכא). Фюрст и Раппопорт, исходя из различных толкований, приписывали прозвище Мар-Самуила «Arioch» (אריוך) его тесным сношениям с новоперсами и их царём. Древние еврейские комментаторы, однако, объясняли это имя иначе.
Благодаря влиянию Мар-Самуила евреи в Персии получили разные привилегии.
Когда персы при взятии города Мазаки (Кайсери) в Каппадокии убили 12 000 евреев, восставших против них, Мар-Самуил отказался совершить установленный траур. Однако он высоко чтил память ο потерянной национальной самостоятельности. Когда один из его современников украсил свою голову венцом из оливковых ветвей, Мар-Самуил послал сказать ему: «Голова еврея, украшенная короной в то время, как Иерусалим опустошен, недостойна быть на плечах» (Иер. Сота, IX, 24в).

### Семья
В частной жизни Мар-Самуил был несчастен: у него не было сыновей, его две дочери попали в плен во время войны с римлянами. Их привели в Сепфорис, где они были выкуплены единоверцами, но обе рано умерли после того, как вышли замуж за родственников. После смерти Мар-Самуила его имя было окружено ореолом славы.

## Рав и Шмуэль
Отношения между двумя выдающимися лидерами еврейской общины, Равом и Шмуэлем, были непростыми. С одной стороны, разногласия между ними вынудили Рава покинуть академию Шмуэля в городе Неардея и основать собственную йешиву в Суре. С другой же, они глубоко уважали друг друга и каждый из них, находясь в гостях у второго, следовал обычаям хозяина, даже если они не соответствовали его собственным. В галахе принят принцип, что — в случае различия мнений Рава и Шмуэля в области разрешённого и запрещённого — закон следует мнению Рава, а в области денежных взаимоотношений — мнению Шмуэля. Дискуссии Рава и Шмуэля являются важной составляющей как Вавилонского, так и Иерусалимского Талмудов.